# إدي إيفانز
إدي إيفانز هو لاعب اتحاد الرغبي كندي، ولد في 15 سبتمبر 1964 في تيراس في كندا.